# جاكسون تود
جاكسون تود (بالإنجليزية: Jackson Todd)‏ هو لاعب كرة قاعدة أمريكي، ولد في 20 نوفمبر 1951 في تلسا في الولايات المتحدة.

## وصلات خارجية
- جاكسون تود على موقع دوري كرة القاعدة الرئيسي (الإنجليزية)
- جاكسون تود على موقعبيزبول رفرنس.كوم (الدوري الرئيسي) (الإنجليزية)
- جاكسون تود على موقعبيزبول رفرنس.كوم (الدوري الثانوي) (الإنجليزية)
- جاكسون تود على موقع إي إس بي إن.كوم (أم.أل.بي) (الإنجليزية)
- جاكسون تود على موقع مشجعي الرسوم البيانية (الإنجليزية)